# タカケンサンシャイン

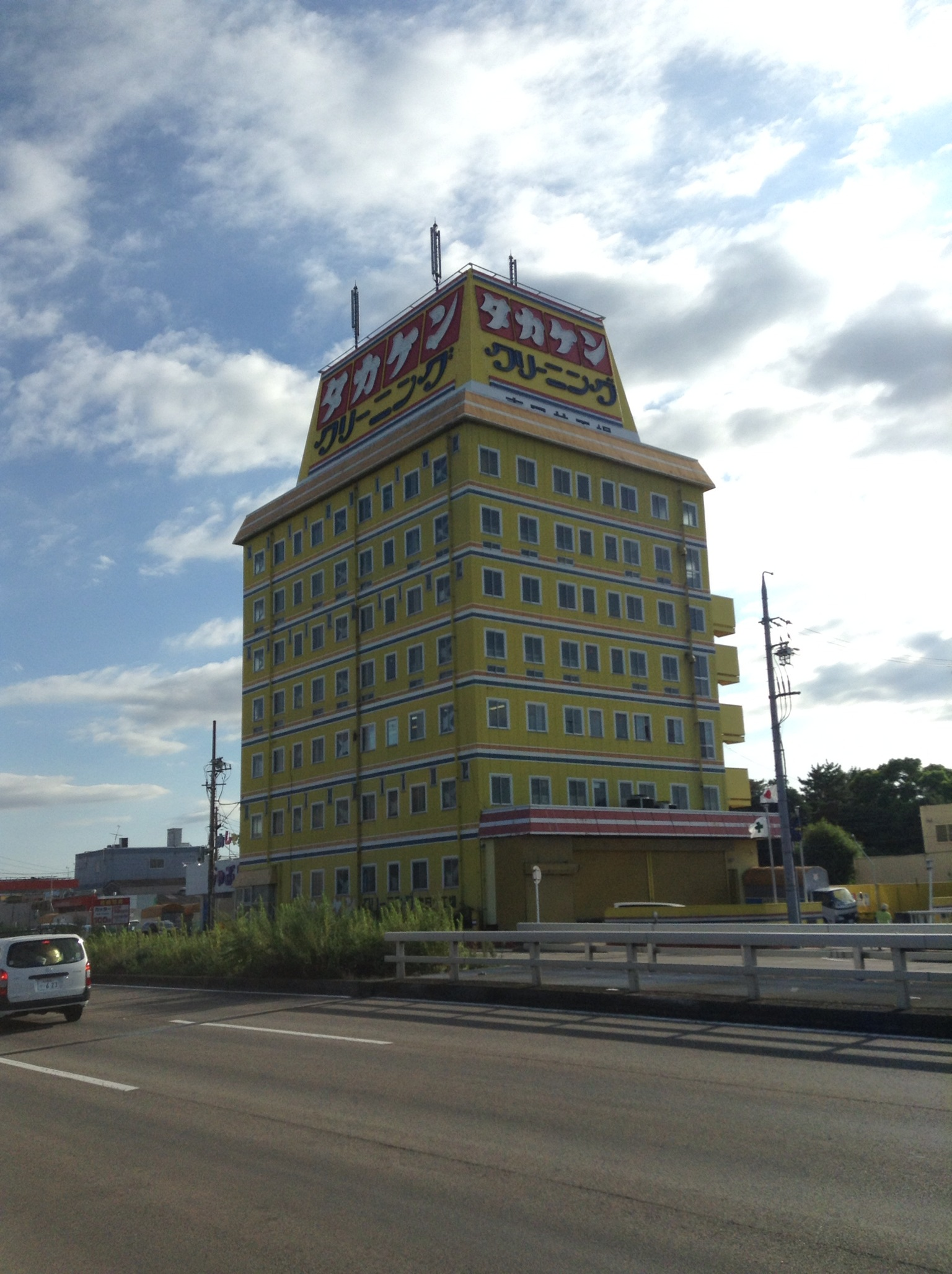
春日井工場

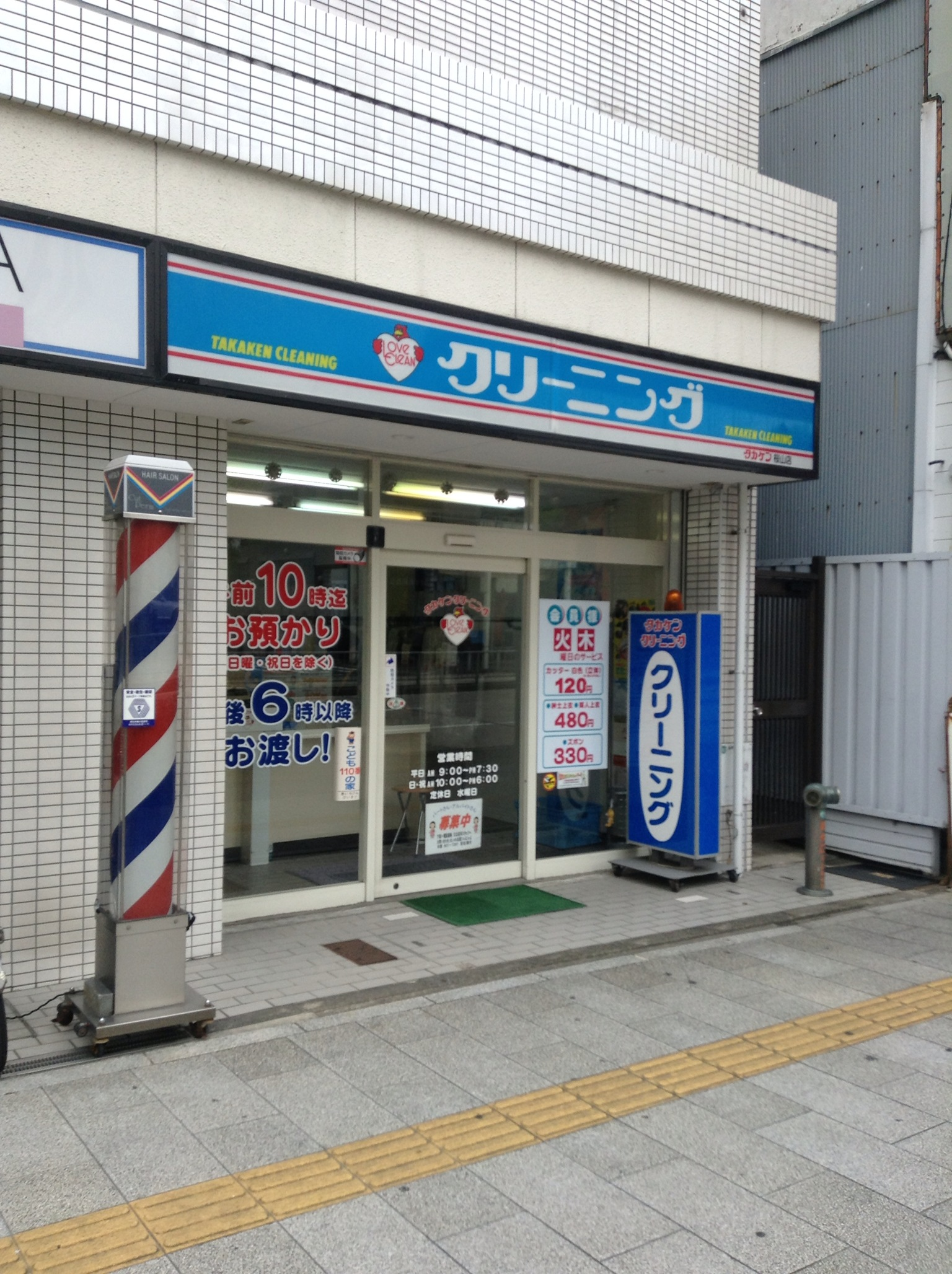
店舗の例（タカケン桜山店）

タカケンサンシャイン株式会社は、岐阜県大垣市に本社を置くクリーニング業を行う日本の企業である。

## 概要
直営店・取次店は愛知県・岐阜県・三重県・京都府・大阪府あわせておよそ1000店舗を有する。
店舗の屋号は「タカケンクリーニング」「おしゃれ洗濯じゃぶじゃぶ」「おしゃれ応援倶楽部」の３つ。
また、「おしゃれ洗濯便」の屋号にて、宅配クリーニングの展開も行っている。
全国クリーニング協議会(社長の高木健志が会長を務める)と日本クリーニング生産性協議会(略称JCPC)、及び愛知県クリーニング協会の参加企業。
かつては、レコード店(現在のCDショップ)や家具店、ミシン店なども手がけていたが、ミシン店を除き現在は撤退している。

## おもな事業所
- 本社・本社工場（岐阜県大垣市）
- 岐阜工場（岐阜県羽島郡岐南町）
- 名古屋天白工場（愛知県名古屋市天白区原）
- 春日井工場（愛知県春日井市）
- 長久手工場（愛知県長久手市）
- 大阪支店（大阪府大阪市城東区）
- 豊中工場（大阪府豊中市）

## 関連会社
- タカケンクリーンサービス株式会社
- 株式会社髙健商事
- 髙健不動産株式会社
- 株式会社タカケン
- 有限会社コーケン
- 株式会社エンジェル